# Alexandros Papadiamantis
Alexandros Papadiamantis (Grieks: Ἀλέξανδρος Παπαδιαμάντης) (Skiathos, 4 maart 1851 - aldaar, 3 januari 1911) was een invloedrijke Griekse schrijver van romans en korte verhalen.

## Leven
Papadiamantis werd geboren op het eiland Skiathos in het westen van de Egeïsche Zee. Skiathos zou een belangrijke rol in zijn werk spelen. Zijn vader was priester. Voor zijn scholing verhuisde hij als jongeman naar Athene, waar hij twee jaar filosofie studeerde maar deze studie niet afmaakte.
Het grootste deel van zijn volwassen leven woonde Papadiamantis in armzalige pensions in Athene, waar hij als beroepsschrijver van journalistiek werk tot korte verhalen en romans in feuilletonvorm in zijn levensonderhoud voorzag.
Hij werd een veelgevraagd auteur en kranten en tijdschriften concurreerden om zijn stukken te mogen publiceren. Maar Papadiamantis gaf niet om uiterlijk, kleren of geld, trouwde niet en stond bekend als een kluizenaar, die alleen belang stelde in het beschrijven van het leven van de armen en voorzingen in de kerk. Vandaar dat hij kosmokalogeros (Grieks: κοσμοκαλόγερος, "wereldse monnik") werd genoemd. In 1908 keerde hij terug naar zijn geboorte-eiland, waar hij na griep mogelijk aan longontsteking overleed.

## Werk
Papadiamantis' langste werken waren de romans The Gypsy Girl, The Emigrant en Merchants of Nations (vertaalde Engelse titels) die als feuilleton uitkwamen. Het gaat om avonturen rond de Middellandse Zee, met afwisselende plots over gevangenschap, oorlog, zeerovers, de pest enzovoorts. Maar Papadiamantis wordt vooral gezien als schrijver van korte verhalen, geschreven in zijn eigen versie van de officiële Griekse taal: katharevousa, een puristische schrijftaal die sterk beïnvloed werd door het Oudgrieks. Papadiamantis' ongeveer 170 verhalen schetsen met diep psychologisch inzicht een lyrisch portret van het landleven op Skiathos en het stadsleven in de sloppen van Athene. Vaak is het verlangen naar een voorbije jeugd op het eiland aanwezig. De verhalen over de stad beschrijven vaak vervreemding. Personen worden effectief gekarakteriseerd en spreken in de authentieke "demotische" spreektaal. Eilandbewoners vervallen in dialect. Papadiamantis' diep Christelijke geloof, inclusief mystiek van de Oosters-Orthodoxe Byzantijnse liturgie, speelt in veel verhalen een rol. Zijn werk wordt vergeleken met dat van Tsjechov en Dostojevski.

## Vertalingen
- The Boundless Garden, 2007 (korte verhalen)
- Tales from a Greek Island, vert. Elizabeth Constantinides, Johns Hopkins University Press, 1987 (korte verhalen)
- De moordenares, vert H. Hokwerda, Groningen 1997
- Het kerstfeest van de luiaard, vert. H. Hokwerda, 2004
- La asesina / The killer, 2010

## Secundaire literatuur
- (en)  A. Keselopoulos, Greece's Dostoevsky: The Theological Vision of Alexandros Papadiamandis (2011)
- (en)  L. Coutelle e.a., A Greek Diptych: Dionysios Solomos and Alexandros Papadiamantis (1986)

### Grieks
- Αλέξανδρος Παπαδιαμάντης, "Αλληλογραφία", Επιμέλεια Τριανταφυλλόπουλος Νίκος, Εκδ.Δόμος, 1992, Αθήνα ISBN 9607217608
- Αλέξανδρος Παπαδιαμάντης, "Αλέξανδρος Παπαδιαμάντης: αυτοβιογραφούμενος", Επιμέλεια Μουλλάς Παναγιώτης, Εκδ.Εστία, 1999, Αθήνα ISBN 960050833X
- Φουσάρας Γεώργιος, "Βιβλιογραφικά στόν Παπαδιαμάντη", Εκδ.Ε.Λ.Ι.Α., 1991, Αθήνα ISBN 9602010959
- Θέμελης Γιώργος, "Ο Παπαδιαμάντης καί ο κόσμος του", Εκδ.Διάττων, 1991, Αθήνα ISBN 9607031105
- Ελύτης Οδυσσέας, "Η μαγεία του Παπαδιαμάντη", Εκδ.Ύψιλον, 1996, Αθήνα
- Τριανταφυλλόπουλος Δημήτρης, "Πελιδνός ο παράφρων τύραννος...": αρχαιολογικά στον Παπαδιαμάντη, Εκδ.Νεφέλη, 1996, Αθήνα ISBN 9602112980